# Centromochlus heckelii
Centromochlus heckelii es una especie de pez de la familia Auchenipteridae en el orden de los Siluriformes.

## Morfología
• Los machos pueden llegar alcanzar los 7 cm de longitud total.

## Distribución geográfica
Se encuentran en Sudamérica: cuencas de los ríos Orinoco y  Amazonas.